# Birkhausen (Harth-Pöllnitz)
Birkhausen ist ein Ortsteil der Gemeinde Harth-Pöllnitz im Landkreis Greiz in Thüringen.

## Geschichte
Die urkundliche Ersterwähnung von Birkhausen fand bereits 1286 statt. 1783 tauchte der Name eines Müllers in Birkhausen auf. Es gab eine Mühle als Mahl- und Schneidemühle.
Der Ort liegt am ausgedehnten Waldgebiet „Bickert“. Drei Viertel des Dorfes sind von Wald umgeben. Südlich vor dem Ort beschließt ein Teich das Umfeld.
Die Bundesautobahn 9 streift westlich die Gemarkung.

## Sehenswürdigkeiten
- Dorfkirche Birkhausen

## Nachbardörfer
Nachbardörfer sind: Geroda, Wittchenstein, Schwarzbach, Lederhose, Großebersdorf und Porstendorf.